# Azizbekov (Goranboy)
Əzizbəyov è un comune dell'Azerbaigian situato nel distretto di Goranboy. Conta una popolazione di 710 abitanti.